# Johannes van den Bergh
Johannes van den Bergh (Viersen, 21 novembre 1986) è un ex calciatore tedesco, di ruolo difensore.

## Carriera
Nel 2007, dopo 30 presenze in Regionalliga con l'Under-23 del Borussia ha fatto il suo esordio in Bundesliga. Dalla stagione successiva è stato aggregato alla prima squadra. Nell'estate del 2013, passa dal Fortuna Düsseldorf allo Hertha Berlino.

## Palmarès

### Club

#### Competizioni nazionali
- Campionato tedesco di seconda divisione: 1

Borussia Mönchengladbach: 2007-2008